# لامين ندياي
لامين ندياي (بالفرنسية: Lamine Ndiaye)‏ هو لاعب كرة قدم فرنسي، ولد في 19 يونيو 1995 في فرنسا. لعب مع نادي كوشيتسه.

## وصلات خارجية
- لامين ندياي على موقع قاعدة بيانات كرة القدم.إي يو (الإنجليزية)
- لامين ندياي على موقع Soccerway.com (الإنجليزية)